# Indische Cricket-Nationalmannschaft in Australien in der Saison 1985/86
Die Tour der indischen Cricket-Nationalmannschaft nach Australien in der Saison 1985/86 fand vom 13. Dezember 1985 bis zum 6. Januar 1986 statt. Die internationale Cricket-Tour war Bestandteil der Internationalen Cricket-Saison 1985/86 und umfasste drei Tests. Die Serie endete 0–0 unentschieden.

## Vorgeschichte
Beide Mannschaften spielten zuvor ein Drei-Nationen-Turnier in Australien.
Das letzte Aufeinandertreffen der beiden Mannschaften fand in der Saison 1984/85 in Indien statt.

## Stadien
Die folgenden Stadien wurden für die Tour als Austragungsort vorgesehen.
| Stadion                  | Stadt     | Kapazität | Spiele  |
| ------------------------ | --------- | --------- | ------- |
| Adelaide Oval            | Adelaide  | 53.583    | 1. Test |
| Melbourne Cricket Ground | Melbourne | 100.024   | 2. Test |
| Sydney Cricket Ground    | Sydney    | 48.000    | 3. Test |

## Kaderlisten
| Test | Test |
| Australien | Indien |
| --- | --- |
| - David Boon - Allan Border - Ray Bright - Dave Gilbert - Bob Holland - David Hookes - Merv Hughes - Geoff Marsh - Greg Matthews - Craig McDermott - Wayne Phillips - Bruce Reid - Greg Ritchie - Steve Waugh | - Mohinder Amarnath - Mohammad Azharuddin - Roger Binny - Sunil Gavaskar - Kapil Dev - Syed Kirmani - Chetan Sharma - Ravi Shastri - Laxman Sivaramakrishnan - Kris Srikkanth - Dilip Vengsarkar - Shivlal Yadav |

## Tests

### Erster Test in Adelaide
| 13. – 17. Dezember Scorecard | Adelaide | Australien 381 (149) & 17-0 (8) | – | Indien 520 (202) |
|                              |          | Remis                           |   |                  |

### Zweiter Test in Melbourne
| 26. – 30. Dezember Scorecard | Melbourne | Australien 262 (103.5) & 308 (123.5) | – | Indien 445 (148.2) & 59-2 (25) |
|                              |           | Remis                                |   |                                |

### Dritter Test in Sydney
| 2. – 6. Januar Scorecard | Sydney | Indien 600-4d (169) | – | Australien 396 (179.3) & 119-6 (77) (f/o) |
|                          |        | Remis               |   |                                           |